# Attentaten i Frankrike mars 2012
Attentaten i Frankrike mars 2012 var en serie attentat mot franska militärer och en judisk skola. Den 11 mars 2012 mördades Imad Ibn-Ziaten i Toulouse då han väntade på en spekulant som skulle köpa hans skoter. Den 15 mars öppnade en man eld mot tre franska fallskärmssoldater som stod i kö vid en uttagsautomat i Montauban, två dog och en blev svårt skadad. Den 19 mars öppnade en man eld vid en judisk skola i Toulouse och tre barn och en lärare dödades, en elev sårades.
Den 22 mars sköts den misstänkte gärningsmannen Mohammed Merah till döds av fransk polis i sin lägenhet efter en belägring. Mohammed Merahs bror Abdelkader arresterades misstänkt för medhjälp till dåden. Brodern Abdelkader och systern Souad stod vid tiden för dåden under övervakning av fransk säkerhetspolis, som senare kritiserades för att ha misslyckats med att avstyra attentaten.
Attentatet var det första islamistiska terrorattentatet i Frankrike sedan algeriska Groupe islamique armé(fr) dåd år 1995 och markerade början på en islamistisk attentatsvåg som fram till februari 2019 hade dödat 258 offer.
År 2019 gjordes terrorattentatets inledande datum 11 mars till officiell minnesdag i Frankrike av president Emmanuel Macron. Datumet valdes även på grund av Bombdåden i Madrid 2004 då islamistiska terrorister dödade 191 offer med sprängladdningar ombord på tåg.

## Den misstänkte gärningsmannen
Merah växte upp i en kriminellt belastad familj. Hans far övergav familjen när Mohammed Merah var fyra år gammal och han placerades i fosterhem. Hans far dömdes senare för narkotikabrott och uppges i den äldre brodern Abdelghanis bok ha agat syskonen. Enligt Abgdelghani lärde föräldrarna syskonen att det var deras plikt som araber att hata judar. Abdelghani spelade in sin beslöjade syster Souad med en gömd kamera vid en familjesammankomst där hon uttalade sig vara stolt över deras bror Mohammed. Inspelningen visades senare i den franska televisionskanalen Metropole 6 i en dokumentär. År 2003 attackerade brodern Abdelkader sin bror Abdelghani och högg honom med kniv sju gånger eftersom den senare vägrade avsluta sitt förhållande med sin judiska flickvän. Vid Merahs begravning gratulerades deras mor av vänner och bekanta.